# Gundi Eberhard
Gunthild „Gundi“ Eberhard (* 12. Oktober 1966), auch Gunthild Eberhard-Zell, ist eine deutsche Schauspielerin und Synchronsprecherin.

## Leben
Ausgebildet wurde Gundi Eberhard an der Film- und Fernsehakademie Berlin. Seit 1990 ist sie als Schauspielerin und Sprecherin tätig. Als Schauspielerin war Eberhard unter anderem in der Fernsehserie Unser Charly zu sehen.
Als Synchronsprecherin lieh Eberhard wiederholt den Schauspielerinnen Jessica Biel und Kristin Davis ihre Stimme. Auch in Hörspielen wie Gänsehaut – Meister der Mutanten war sie zu hören, ebenso wie in einem Werbespot für DHL. Zudem sprach Gundi Eberhard für den Musiksender VIVA und Deutschlandradio Berlin und synchronisierte für Spieleproduzenten wie Electronic Arts und Bethesda Softworks.

## Filmografie
- Unser Charly
- OP ruft Dr. Bruckner
- Wolffs Revier
- Gute Zeiten, schlechte Zeiten (1992)

## Synchronarbeiten (Auswahl)
Lauren Graham
- 2001: Crazy Love – Hoffnungslos verliebt als Jessy James
- 2005: Der Babynator als Dir. Claire Fletcher

Atsuko Yuya
- 2002–2003, seit 2018: Detektiv Conan (Fernsehserie) als Kommissarin Miwako Sato
- seit 2008: Detektiv Conan (Filmreihe) als Kommissarin Miwako Sato

Selma Blair
- 2005: The Fog – Nebel des Grauens als Stevie Wayne
- 2008: Lauschangriff – My Mom’s New Boyfriend als Emily Lott

Cécile de France
- 2007: Gene Broadway – Tanz … oder Liebe? als Blanche
- 2019: Eine größere Welt als Corine

Betsy Brandt
- 2009–2013: Breaking Bad (Fernsehserie) als Marie Schrader
- 2012: Magic Mike als Bankangestellte

Karen Holness
- 2016: Die Weihnachtsstory als Wendy
- 2019: Christmas at the Plaza – Verliebt in New York als Cassidy

Shawnee Smith
- 2004: Saw als Amanda Young
- 2005: Saw II als Amanda Young
- 2006: Saw III als Amanda Young
- 2009: Saw VI als Amanda Young
- 2023: Saw X als Amanda Young

Kotono Mitsuishi
- 2007: Evangelion: 1.11 – You Are (Not) Alone. als Misato Katsuragi
- 2009: Evangelion: 2.22 – You Can (Not) Advance. als Misato Katsuragi
- 2012: Evangelion: 3.33 – You Can (Not) Redo. als Misato Katsuragi

Jessica Biel
- 2005: Elizabethtown als Ellen Kishmore
- 2007: Chuck und Larry – Wie Feuer und Flamme als Alex McDonough
- 2009: Planet 51 als Neera
- 2010: Valentinstag als Kara Monahan
- 2010: Das A-Team – Der Film als Charissa Sosa
- 2011: Happy New Year als Tess Byrne
- 2012: Total Recall als Melina

Kristin Davis
- 2001–2004: Sex and the City (Fernsehserie) als Charlotte York
- 2006: Blendende Weihnachten als Kelly Finch
- 2008: Drei Tage bis Weihnachten als Beth Farmer
- 2008: Sex and the City als Charlotte York Goldenblatt
- 2010: Sex and the City 2 als Charlotte York
- 2012: Meine Schwester mit den zwei Gesichtern als Billie Clark

Michelle Monaghan
- 2007: Gone Baby Gone – Kein Kinderspiel als Angie Gennaro
- 2011: Source Code als Christina Warren
- 2012: The Honor of Killing als Florence Jane
- 2014: The Best of Me – Mein Weg zu dir als Amanda Collier
- 2014: Hauptsache, die Chemie stimmt als Kara Varney
- 2015: Playing It Cool als Her
- 2015: Pixels als Lt. Col. Violet Van Patten
- 2016: Boston als Carol Saunders
- 2016–2018: The Path (Fernsehserie) als Sarah Lane
- 2020: Messiah (Fernsehserie) als CIA-Agentin Eva Geller

### Filme
- 1996: Girl 6 – Halle Berry als Halle Berry
- 1998: Rounders – Melina Kanakaredes als Barbara
- 2002: Geständnisse – Confessions of a Dangerous Mind – Maggie Gyllenhaal als Debbie
- 2004: 30 über Nacht – Lynn Collins als Wendy
- 2004: Eulogy – Letzte Worte – Paget Brewster als Tante Lily
- 2005: Brokeback Mountain – Anna Faris als LaShawn Malone
- 2005: Stolz und Vorurteil – Claudie Blakley als Charlotte Lucas
- 2005: Das Schwiegermonster – Annie Parisse als Morgan
- 2006: Der Teufel trägt Prada – Rebecca Mader als Jocelyn
- 2006: The Contract – Megan Dodds als Sandra
- 2007: Die Girls von St. Trinian – Lena Headey als Miss Dickinson
- 2007: Om Shanti Om – Deepika Padukone als Shanti Priya
- 2008: 27 Dresses – Danielle Skraastad als Suzanne
- 2009: Totally Spies! – Der Film – Andrea Baker als Clover Mansion
- 2009: Hangover – Rachael Harris als Melissa
- 2012: Ame & Yuki – Die Wolfskinder – Aoi Miyazaki als Hana
- 2014: Tammy – Voll abgefahren – Toni Collette als Missi Jenkins
- 2019: Gemini Man – Mary Elizabeth Winstead als Danny Zakarweski
- 2019: Die Eiskönigin II – Evan Rachel Wood als Königin Iduna
- 2020: Plötzlich aufs Land – Eine Tierärztin im Burgund – Lilou Fogli als Nath

### Serien
- 1995: Ein Supertrio – Yoshiko Sakakibara als Mitsuko Asaya
- 1997: Cutey Honey – Ai Nagano als Honey Kisaragi / Cutey Honey
- 1997–1998: Power Rangers Turbo – Patricia Ja Lee als Cassie Chan
- 1998–1999: Power Rangers in Space – Patricia Ja Lee als Cassie Chan
- 1999–2003: Eine himmlische Familie – Maureen Flannigan als Shana Sullivan
- 2003–2007: Totally Spies! – Andrea Taylor als Clover
- 2006: Magister Negi Magi – Kikuko Inoue als Shizuna Minamoto
- 2006: Veronica Mars – Sydney Tamiia Poitier als Mallory Dent
- 2006–2009: The Girls of the Playboy Mansion – Holly Madison
- 2007: Generation Ninja – Kita Shunai
- 2007: Ghost Whisperer – Stimmen aus dem Jenseits – Julie Ann Emery als Dr. Penn Gorgan
- 2007: America’s Next Top Model – Adrianne Curry
- 2007: Numbers – Die Logik des Verbrechens – Veanne Cox als Trish Schane
- 2007–2008: Kim Possible – Ashley Tisdale als Camille Leon
- 2007–2008: Anna Pihl – Auf Streife in Kopenhagen – Charlotte Munck als Anna Pihl
- 2008: El Cazador de la Bruja – Aya Hisakawa als Jodie Hayward
- 2008–2010, 2012: Desperate Housewives – Dana Delany als Katherine Mayfair
- 2008–2013: Private Practice – KaDee Strickland als Dr. Charlotte King
- 2009: Ghost Whisperer – Stimmen aus dem Jenseits – Bree Turner als Elizabeth Gardner
- 2009: Knight Rider – Sydney Tamiia Poitier als Carrie Rivai
- 2010: Ghost Whisperer – Stimmen aus dem Jenseits – Sarah Jane Morris als Caroline Mayhew
- 2011: Claymore – Schwert der Rache – Miki Nagasawa als Helen
- 2011–2013: Body of Proof – Dana Delany als Dr. Megan Hunt
- 2012: Dexter – Molly Parker als Lisa Marshall
- 2013: Monday Mornings – Sarayu Rao als Dr. Sydney Napur
- 2013–2014: Kill la Kill – Ami Koshimizu als Ryuko Matoi
- 2014–2019: Madam Secretary – Patina Miller als Daisy Grant
- 2015–2021: Good Witch – Catherine Bell als Cassandra „Cassie“ Nightingale
- 2016–2021: Private Eyes – Cindy Sampson als Angie Everett
- 2017: Legion – Katie Aselton als Amy Haller–Jacobs
- 2017–2020: Haikyu!! – Mie Sonozaki als Madoka Yachi
- 2019: The Promised Neverland – Nao Fujita als Schwester Krone
- 2019, 2022: Ninjago – Pauline Newstone & Kathleen Barr als Aspheera
- 2020: Jujutsu Kaisen – Aya Endou als Shouko Ieiri
- 2020: 9-1-1: Lone Star – Liv Tyler als Captain Michelle Blake
- 2021: Navy CIS: L.A. – Heather Mazur als Margaux West
- 2022: Star Trek: Picard – Madeline Wise als Yvette Picard
- 2023–2024: How I Met Your Father für Paget Brewster als Lori
- 2024: Ronja Räubertochter für Krista Kosonen als Lovis

### Spiele
- 2014: Wolfenstein: The New Order – als Anya Oliwa
- 2015: Fallout 4
- 2017: Wolfenstein II: The New Colossus – als Anya Oliwa
- 2018: Kingdom Come: Deliverance – als Heinrichs Mutter

## Hörbücher
- 2012 (Audible: 2017): Maja Storch: Machen Sie doch, was Sie wollen: Wie ein Strudelwurm den Weg zu Zufriedenheit und Freiheit zeigt, Hogrefe Verlag, ISBN 978-3-456-85153-2